# Salvador Garriga Polledo
Salvador Garriga Polledo (Gijón, 6 d'agost de 1957) és un economista i polític asturià. El 1982 es llicencià en economia i el 1983 es diplomà en comerç exterior. Ha estat empresari de comerç exterior (1981-1994) i assessor econòmic (1984-1989).
De 1982 a 1987 fou cap de relacions exteriors de les Noves Generacions del Partit Popular, i de 1987 a 1993 secretari de relacions sectorials del PP. De 1987 a 1989 també fou vicepresident de la Democrat Youth Community of Europe.
Fou elegit diputat a les eleccions al Parlament Europeu de 1987. Després fou diputat per Madrid a les eleccions generals espanyoles de 1989. De 1991 a 1993 fou secretari segon de la Comissió Mixta per a les Comunitats Europees del Congrés dels Diputats. Després tornà a Brussel·les quan fou elegit diputat a les eleccions al Parlament Europeu de 1994, 1999, 2004 i 2009. Durant el seu mandat és ponent del Parlament Europeu per a les Perspectives Financeres, coordinador del Partit Popular Europeu a la Comissió de Pressupostos i suplent a altres comissions.